# 幸田恵里
幸田 恵里（こうだ えり、1983年12月28日 - ）は、日本の元女優。旧芸名は竹中 絵里（たけなか えり）。兵庫県出身。

## 略歴
- 吉本興業に所属し、「竹中絵里」名義でテレビドラマ、舞台などに出演。
- 2006年春頃に東宝芸能に移籍し、同年末に芸名を「幸田恵里」に改名。
- 2021年春頃に以前共演経験があるヤナギブソンのインスタライブよりすでに結婚を機に引退していることが話された。

## 出演

### テレビドラマ
- 航跡〜横山やすしフルスロットル〜（2004年1月、関西テレビ） - 沢井今日子 役
- NHK連続テレビ小説「てるてる家族」（2004年1月 - 3月、NHK） - 安達京子 役
- ドラマ30「デザイナー」（2005年10月 - 11月、毎日放送） - 田中真緒 役
- 仮面ライダーカブト 第39話・40話（2006年10月29日・11月12日、テレビ朝日） - 岡村京子 役（ゲスト出演）
- 夢縁坂骨董店（2006年、ABC） - 鈴子役
- ドラマ30「新・いのちの現場から2」（2006年、TBS） - 飯田久美子役
- 山村美紗サスペンス 狩矢警部シリーズ 乱れ傘の舞殺人事件（2006年、TBS） - 玉菊役
- アテンションプリーズスペシャル〜オーストラリア・シドニー編〜（2008年、フジテレビ）
- 日本テレビ開局55周年特別ドラマ 霧の火 樺太・真岡郵便局に散った九人の乙女たち (2008年） - 山尾初枝役
- 水曜ミステリー9 「女かけこみ寺 刑事・大石水穂2」（2009年） ‐ 小谷菫
- 土曜ワイド劇場「棟居刑事の黙示録」（2009年11月21日、テレビ朝日）
- 土曜ワイド劇場「再捜査刑事・片岡悠介」（2010年3月13日、テレビ朝日） - 田口歩美役
- 土曜ワイド劇場「鉄道捜査官」（2010年4月10日、テレビ朝日） - 溝渕恭子（車掌）役

### テレビ番組その他
- なにわ人情コメディ 横丁へよ〜こちょ!（朝日放送） 準レギュラー出演

### 舞台
- ザ・プラン9 公演